# Takko
Takko (田子町, Takko-machi) est un bourg situé dans le district de Sannohe (préfecture d'Aomori), au Japon.

## Géographie

### Démographie
Takko comptait 6 232 habitants lors du recensement du 30 avril 2014.